# 酢酸水銀(II)
酢酸水銀(II)（さくさんすいぎん(II)、Mercury(II) acetate）は、化学式がHg(O2CCH3)2の化合物である。通常は略してHg(OAc)2と書かれる。不飽和有機化合物から有機水銀化合物を合成する試薬として用いられる。
芳香族炭化水素はHg(OAc)2によって“水銀化”（mercuration）を受ける。水銀上に残った酢酸基は塩化物によって除去することができる。
{\displaystyle {\ce {C6H5OH\ + Hg(OAc)2 -> C6H4(OH)-2-HgOAc\ + HOAc}}}
{\displaystyle {\ce {C6H4(OH)-2-HgOAc\ + NaCl -> C6H4(OH)-2-HgCl\ + NaOAc}}}
Hg2+中心はアルケンに付加し、水酸化物とアルコキシドの付加を誘導する。例えば、メタノール中でアクリル酸メチルを酢酸水銀(II)で処理するとα-水銀エステルを与える。
{\displaystyle {\ce {Hg(OAc)2\ + CH2=CHCO2CH3\ + CH3OH -> CH3OCH2CH(HgOAc)CO2CH3\ + HOAc}}}
二価水銀は硫黄配位子としての相性が非常に良く、Hg(OAc)2はチオールの保護基であるアセトアミドメチル基の除去試薬として使うことができる。また、Hg(OAc)2はチオカーボネートエステルからジチオカーボネートに変換する一般的な試薬である。
{\displaystyle {\ce {(RS)2C=S\ + H2O\ + Hg(OAc)2 -> (RS)2C=O\ + HgS\ + 2HOAc\ + HgO}}}